# Hermann Bilderbeke
Hermann Bilderbeke, auch Bilderbeck (* 26. September 1648 in Lübeck; † 11. Juli 1721 ebenda) war Kaufmann und Ratsherr der Hansestadt Lübeck.

## Leben
Hermann Bilderbeke war ein Neffe des Lübecker Ratsherrn Hieronymus Bilderbeke. Hermann Bilderbeke war als Kaufmann Mitglied der Korporation der Lübecker Schonenfahrer und wurde aus deren Reihen 1708 in den Lübecker Rat erwählt.
Er war verheiratet mit Anna Elisabeth geb. Jacobi, Tochter des Lübecker Bürgers Daniel Jacobi. Sein Sohn Martin Bilderbeck († 1757) wurde als Kaufmann Mitglied und Ältermann der Kaufleutekompagnie in Lübeck. Der Enkel Hermann Bilderbeck wurde ebenfalls Ratsherr in Lübeck.